# Passiflora costaricensis
Passiflora costaricensis är en passionsblomsväxtart som beskrevs av Ellsworth Paine Killip. Passiflora costaricensis ingår i släktet passionsblommor, och familjen passionsblomsväxter. Inga underarter finns listade i Catalogue of Life.